# Bergse Maas
O Bergse Maas (antes de 1947 escrito como Bergsche Maas) é um canal que foi construído em 1904 para ser um braço do rio Mosa na província neerlandesa de Brabante do Norte. O rio Mosa bifurca próximo a Heusden formando o Afgedamde Maas ("rio Mosa represado") e o Bergse Maas. O Afgedamde Maas corre em direção norte até sua confluência com o rio Waal (o braço principal do rio Reno), enquanto que o Bergse Maas continua na direção oeste como o principal ramo distributário. Historicamente, um ramo natural do Mosa segue de Heusden para o rio Amer e o estuário de Hollands Diep; este ramo assoreou, e agora forma o riacho chamado Oude Maasje ("Velho Mosa"). O Bergse Maas, que recebe esse nome a partir da cidade de Geertruidenberg, foi construído em sua bacia para assumir suas funções. A consequente separação dos rios Reno e Mosa é considerada a maior conquista da engenharia hidráulica neerlandesa antes da conclusão das obras dos projetos Zuiderzee e Delta.
No Bergse Maas há duas pontes de rodovias: uma entre Raamsdonksveer e Hank, e outra entre Heusden e Wijk en Aalburg. Para a travessia, há balsas entre Herpt e Bern; Drongelen e Waalwijk; e Meeuwen e Capelle. O transporte feito pelas balsas é gratuito, como foi prometido ao povo que vive na área quando o Bergse Maas foi escavado, mas a partir de 2004, uma taxa de 1,00 euro é cobrada para os automóveis. Para os pedestres, as balsas permanecem gratuitas.